# San Carlo Canavese
San Carlo Canavese (San Carlo in piemontese, fino al 1823 Vauda di Ciriè) è un comune italiano di 4 037 abitanti della città metropolitana di Torino, in Piemonte.

## Geografia fisica
San Carlo è situato nel basso Canavese, circa 20-25 chilometri a nord-ovest di Torino. Il suo territorio insiste perlopiù su di un rilievo collinare, un tempo chiamato "le Valde", oggi denominato "la Vauda" (dall'antico tedesco wald, foresta). Il rilievo è ciò che resta della morena di sinistra (osservando da monte) del conoide di deiezione del ghiacciaio dello Stura di Lanzo. Esso si origina nel comune di Balangero e prosegue fino al comune di Volpiano. 

### Corsi d'acqua
Sono tre i corsi d'acqua che attraversano il comune: il Banna, il Fisca e il Rio Valmaggiore.

### Zone sottoposte a vincoli
Quasi metà del territorio di San Carlo Canavese è vincolato come area militare. L'utilizzo da parte dell'esercito dura da circa 170 anni. Dal 1993 tutto il territorio militare e il vallone del Rio Valmaggiore ricadono nella Riserva Naturale Orientata Regionale della Vauda, che comprende anche parte dei comuni di Nole, Vauda, Front, Rivarossa, San Francesco al Campo e Lombardore.

## Storia
Le prime notizie certe del territorio di San Carlo, allora parte di Ciriè, si hanno nell'XI secolo, quando vennero costruite le prime abitazioni e fortificazioni tra la Vauda e il torrente Banna. Di questo periodo residuano la chiesa di Santa Maria di Spinerano e La Piè di Liramo (localmente chiamata "ël castlar"), piccolo borgo fortificato con annessa una chiesa plebana documentata nell'anno 1004.
Secondo il Bertolotti, nel 1417 Ciriè acquistava la "Vauda Grande" da Lodovico Mayneri, anch'egli di Ciriè, per 25 fiorini d'oro. Un momento importante per lo sviluppo della parte bassa del territorio fu, nel 1485, la costruzione della "bealera", un canale per l'irrigazione tuttora esistente, derivato dalla Stura di Lanzo nel comune di Balangero, e che confluisce nel Banna.
Solo all'inizio del Seicento apparvero i primi caseggiati sulla parta alta del paese (ossia sulla Vauda vera e propria), che costituirono i nuclei delle borgate Massa, Tempo, Canavera, Sopetto, Perino, Fornero. Del 1621 è la costruzione della chiesa dedicata a san Carlo.
Il primo nome storico conosciuto, attribuito all'abitato di San Carlo, fu quello di Vauda di Cirié. Sempre secondo il Bertolotti, l'allora Vauda di Ciriè avrebbe acquisito la propria autonomia amministrativa, staccandosi dal Marchesato di Ciriè, nel 1684, versando un 'riscatto' di 6.000 lire piemontesi.
Nel 1827, accogliendo una "supplica" della popolazione, il re Carlo Alberto di Savoia concesse di modificare il nome del paese da Vauda di Ciriè a San Carlo.
Nel 1860, la Municipalità deliberò l'edificazione di una nuova parrocchiale, consacrata nel 1885.
Durante il ventennio fascista, i piccoli comuni vennero accorpati nuovamente a comuni maggiori, e così, con R.D. del 24/11/1927 n. 2277, Vittorio Emanuele III dispose l'unione del Comune a Ciriè, con il nome di San Carlo di Ciriè. L'11 novembre 1946, con decreto del Capo Provvisorio dello Stato Enrico De Nicola, San Carlo tornò ad essere un comune autonomo con il nome attuale.

### Simboli
Lo stemma e il gonfalone sono stati concessi con DPR del 23 settembre 1958.
Nello stemma è rappresenta la chiesa di Santa Maria di Spinerano, monumento nazionale presente sul territorio in Borgata Spinerano.
Il gonfalone è un drappo partito di bianco e di azzurro.

## Monumenti e luoghi d'interesse

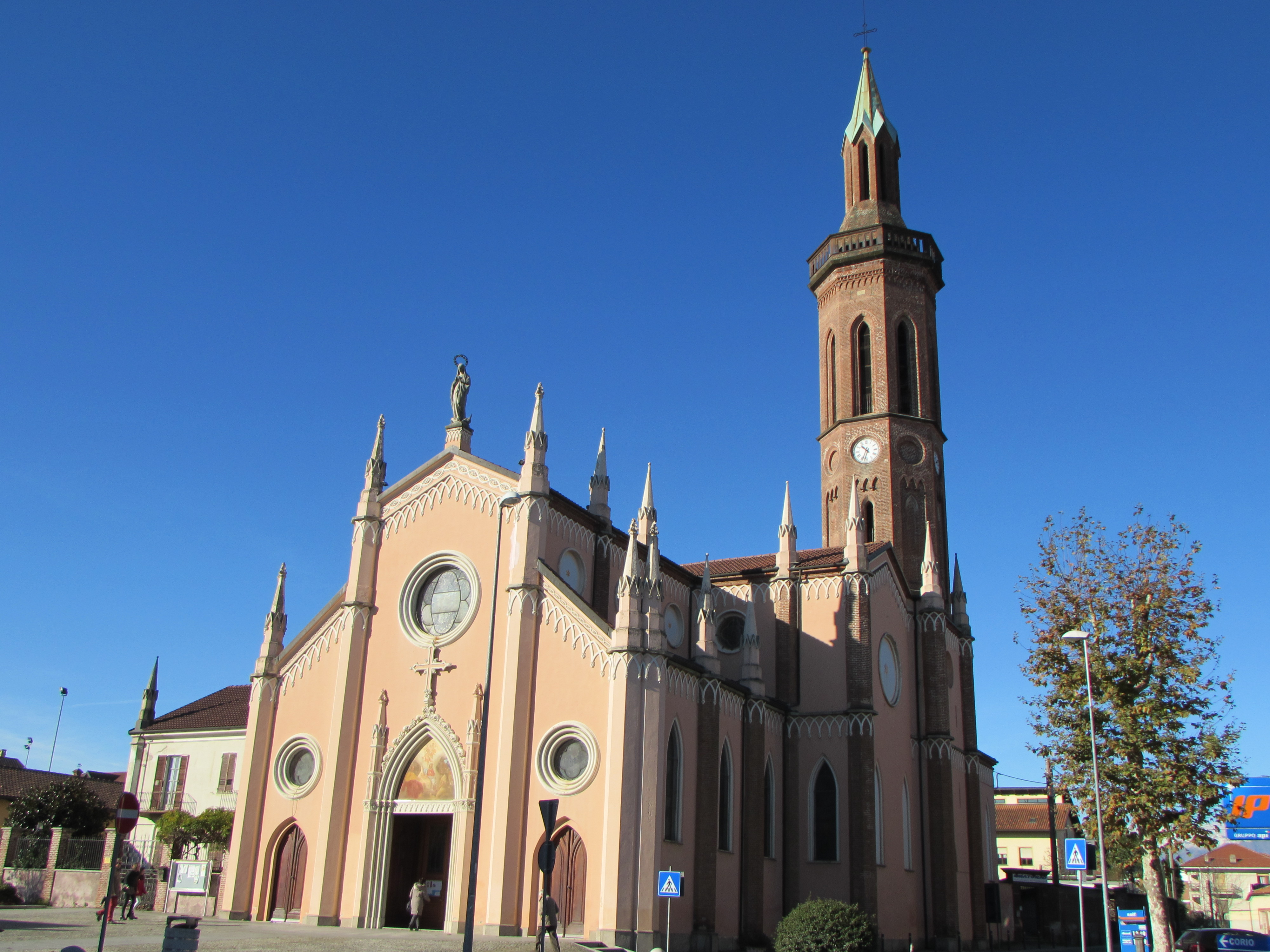
La chiesa parrocchiale

### Architettura
- Cappella di San Carlo Borromeo (XVII secolo). Su un lato della chiesa, a seguito del rifacimento dell'intonacatura, è riemersa una bella meridiana ottocentesca.
- Parrocchiale di San Carlo Borromeo detta anche dell'Immacolata Concezione: in stile neo-gotico, conserva una statua lignea della Madonna Nera d'Oropa, e possiede uno dei campanili più alti del Basso Canavese. Il progetto di edificazione della chiesa fu affidato all'ingegner M. Bossi di Torino[10]; la costruzione, in parte finanziata da benefattori, fu portata a termine nel 1884; venne dedicata all'Immacolata Concezione, e consacrata l'anno successivo.
- Chiesa di Santa Maria di Spinerano, monumento nazionale: conserva un'abside e il campanile di una piccola chiesa abbaziale databile all'XI secolo, e contiene all'interno un ciclo di affreschi del XV secolo di un pittore itinerante, tale Magister Dominicus de la Marcha d'Ancona, attivo anche in altri centri canavesani.
- Chiesa di Santa Maria Maddalena nella borgata La Piè: Costruita in stile romanico (abside), poi ampiamente rimaneggiata, conserva un affresco del XV secolo che raffigura il beato Amedeo IX di Savoia.
- Chiesa di San Grato: Cappella periferica edificata nella seconda metà del '400, restaurata di recente; sulla facciata sono presenti tre affreschi raffiguranti la Madonna col Bambino, San Grato e S. Bernardo di Mentone.
- Chiesa di Sant'Ignazio di Loyola, edificata tra il 1726 e il 1731 nell'attuale borgata Sedime.
- Sono inoltre presenti altre cappelle di borgata che vengono officiate in particolari ricorrenze: Cappella di San Sebastiano e San Rocco (metà del XVIII secolo) in Borgata Baima; Cappella di Santa Lucia, edificata in data imprecisata dopo il 1647, in Borgata Castellaro; Cappella di Sant′Apollonia (metà XVII - fine XVII secolo), che da il nome all'omonima borgata.
- Cappella di San Nicolao, compresa in una proprietà privata nell'odierna Borgata Fornero, un tempo "D'oria"; è composta da una sala rettangolare sulle pareti della quale vi sono quattro affreschi 'manieristi' databili alla metà del '600, raffiguranti la Decollazione del Battista,  l'Ostensione della Sindone, la Fuga in Egitto e l'Annunciazione.[11]

### Aree naturali

#### Riserva naturale orientata della Vauda
L'area è caratterizzata da un'ampia zona pianeggiante, con numerose bassure e ristagni di rii di drenaggio che ricordano il paesaggio della Baraggia vercellese. Sono presenti zone umide e a brughiera (relitti di brughiera pedemontana), caratterizzate da una vegetazione di tipo steppico a base di eriche e graminacee, con l'associazione di numerose specie botaniche non rare, ma neanche troppo diffuse, che rendono la zona di discreto interesse dal punto di vista naturalistico.

##### Flora e fauna
Negli ampi spazi aperti risalta la presenza della calluna, un'ericacea, e di altre erbe come la graminacea molinia, tra le quali si inseriscono macchie di alberi pionieri, (in particolare la betulla) ed il pioppo tremulo. Numerose piante erbacee testimoniano la particolare povertà dei suoli, ad esempio la festuca nenuifolia. Spicca per diffusione e bellezza la gentiana pneumonanthe, che fiorisce a tarda estate.
La fauna della Vauda è rappresentata essenzialmente da specie umili, in teoria a larga diffusione, ma in realtà di grande interesse in quanto sempre più rare nelle aree di pianura. Tra le specie da segnalare, il copris lunaris, grandi insetti che lavorano in coppia e sono in grado di seppellire notevoli quantità di sterco nei nidi, scavati nel terreno a dieci-venti centimetri di profondità, in cui allevano la propria prole.
L'avifauna della Vauda è ricca di specie ormai in declino in tutta Europa: l'allodola, dall'intenso canto, le quaglie che nidificano senza il rischio dello sfalcio dei prati, gli ortolani e gli strillozzi che vi trovano spazio per soddisfare le loro esigenze riproduttive.
Archeologia
Nel 1981 vennero sequestrati a Ciriè, ad archeologi dilettanti, o 'cercatori', diverse centinaia di reperti. Da un'analisi effettuata anni dopo a cura del Museo di Antichità di Torino, 351 'pezzi' furono ritenuti 'manufatti' in pietra (quarzo), per lo più ascrivibili al Paleolitico Medio. Questi ritrovamenti sono la più antica testimonianza (alla data dell'articolo) della presenza dell'uomo nell'intera provincia di Torino, in quell'epoca.

## Società

### Evoluzione demografica
Negli ultimi sessanta anni, a partire dal 1961, la popolazione residente è raddoppiata.
Abitanti censiti

## Amministrazione

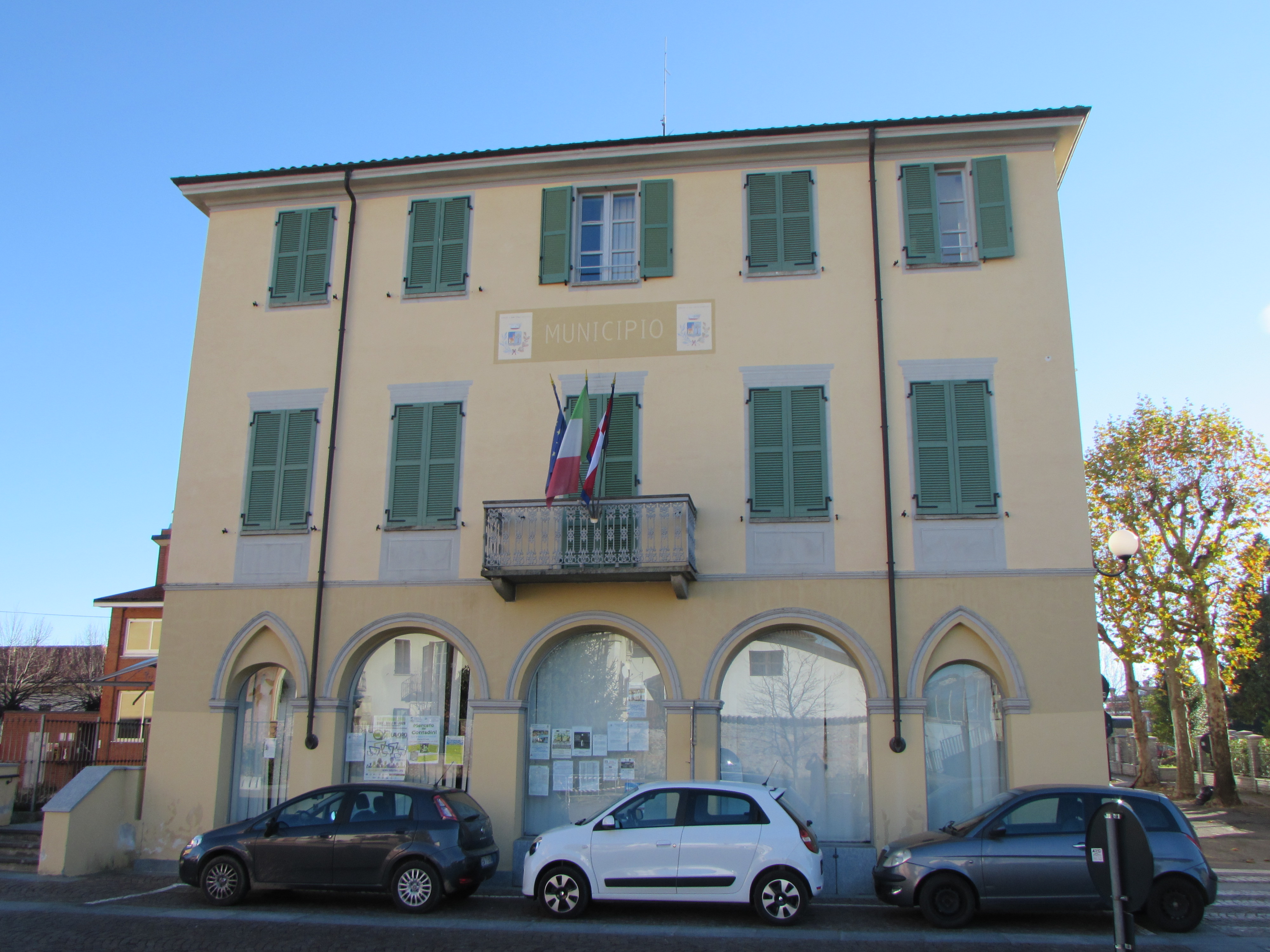
Municipio di San Carlo Canavese

| Periodo        | Periodo        | Primo cittadino              | Partito                        | Carica  | Note   |
| -------------- | -------------- | ---------------------------- | ------------------------------ | ------- | ------ |
| 17 giugno 1985 | 6 giugno 1990  | Santo Valente                | -                              | Sindaco | [ 14 ] |
| 6 giugno 1990  | 24 aprile 1995 | Santo Valente                | lista civica                   | Sindaco | [ 14 ] |
| 24 aprile 1995 | 14 giugno 1999 | Santo Valente                |                                | Sindaco | [ 14 ] |
| 14 giugno 1999 | 14 giugno 2004 | Santo Valente                | lista civica                   | Sindaco | [ 14 ] |
| 14 giugno 2004 | 8 giugno 2009  | Eligio Chiaudano             | lista civica                   | Sindaco | [ 14 ] |
| 8 giugno 2009  | 26 maggio 2014 | Eligio Chiaudano             | lista civica                   | Sindaco | [ 14 ] |
| 26 maggio 2014 | in carica      | Ugo Giuseppe Guido Papurello | lista civica: vivere San Carlo | Sindaco | [ 14 ] |

### Gemellaggi
- San Carlos Centro